# Sommer-Universiade 2017/Tennis
Bei der Sommer-Universiade 2017 wurden vom 21. bis 29. August 2017 insgesamt fünf Wettbewerbe im Tennis ausgetragen. Diese umfassten jeweils ein Einzel für Frauen und Männer sowie Doppelkonkurrenzen für Frauen, Männer und ein Mixed-Doppel. Zudem wurden zwei Mannschaftswettbewerbe ausgetragen. Die Wettbewerbe fanden im Taipei Tennis Center statt.

## Herren

### Einzel
| Platz | Land              | Spieler         |
| ----- | ----------------- | --------------- |
| 1     | Chinesisch Taipeh | Jason Jung      |
| 2     | Südkorea          | Hong Seong-chan |
| 3     | Russland          | Roman Safiullin |
| 3     | Portugal          | Nuno Borges     |
| 5     | Kasachstan        | Denis Jewsejew  |
| 5     | Japan             | Yuya Itō        |
| 5     | Japan             | Shintaro Imai   |
| 5     | Chinesisch Taipeh | Lee Kuan-yi     |

### Doppel
| Platz | Land              | Spieler                          |
| ----- | ----------------- | -------------------------------- |
| 1     | Russland          | Ritschard Musajew Aslan Karazew  |
| 2     | Großbritannien    | Jack Findel-Hawkins Luke Johnson |
| 3     | Hongkong          | Wong Chun-hun Yeung Pak-long     |
| 3     | Japan             | Shintaro Imai Kaito Uesugi       |
| 5     | Tschechien        | Dominik Kellovský Matěj Vocel    |
| 5     | Chinesisch Taipeh | Hsieh Cheng-peng Peng Hsien-yin  |
| 5     | Südkorea          | Chung Yun-seong Lee Jea-moon     |
| 5     | Kasachstan        | Timur Chabibulin Denis Jewsejew  |

### Mannschaft
| Platz | Land              | Spieler                                                |
| ----- | ----------------- | ------------------------------------------------------ |
| 1     | Chinesisch Taipeh | Jason Jung Hsieh Cheng-peng Lee Kuan-yi Peng Hsien-yin |
| 2     | Japan             | Yuya Itō Kaito Uesugi Shintaro Imai                    |
| 3     | Russland          | Aslan Karazew Roman Safiullin Ritschard Musajew        |

## Damen

### Einzel
| Platz | Land              | Spielerin               |
| ----- | ----------------- | ----------------------- |
| 1     | Thailand          | Varatchaya Wongteanchai |
| 2     | Chinesisch Taipeh | Lee Ya-hsuan            |
| 3     | Chinesisch Taipeh | Chang Kai-chen          |
| 3     | Thailand          | Patcharin Cheapchandej  |
| 5     | Japan             | Risa Ushijima           |
| 5     | Großbritannien    | Emily Arbuthnott        |
| 5     | Frankreich        | Irina Ramialison        |
| 5     | Mexiko            | Victoria Rodríguez      |

### Doppel
| Platz | Land              | Spielerin                                    |
| ----- | ----------------- | -------------------------------------------- |
| 1     | Chinesisch Taipeh | Chan Yung-jan Chan Hao-ching                 |
| 2     | Thailand          | Varatchaya Wongteanchai Varunya Wongteanchai |
| 3     | Großbritannien    | Emily Arbuthnott Olivia Nicholls             |
| 3     | Japan             | Erina Hayashi Robu Kajitani                  |
| 5     | Hongkong          | Eudice Chong Katherine Ip                    |
| 5     | Russland          | Olga Doroschina Anastassija Piwowarowa       |
| 5     | Kasachstan        | Alexandra Grintschischina Kamila Kerimbajewa |
| 5     | Frankreich        | Irina Ramialison Léa Tholey                  |

### Mannschaft
| Platz | Land              | Spieler                                                                                   |
| ----- | ----------------- | ----------------------------------------------------------------------------------------- |
| 1     | Chinesisch Taipeh | Chan Hao-ching Chan Yung-jan Chang Kai-chen Lee Ya-hsuan                                  |
| 2     | Thailand          | Chompoothip Jundakate Patcharin Cheapchandej Varunya Wongteanchai Varatchaya Wongteanchai |
| 3     | Japan             | Robu Kajitani Risa Ushijima Erina Hayashi Haruka Kaji                                     |

## Mixed
| Platz | Land               | Spieler/in                               |
| ----- | ------------------ | ---------------------------------------- |
| 1     | Japan              | Erina Hayashi Kaito Uesugi               |
| 2     | Slowakei           | Ivan Košec Simona Parajová               |
| 3     | Chinesisch Taipeh  | Chan Yung-jan Hsieh Cheng-peng           |
| 3     | Vereinigte Staaten | Logan Staggs Jada Hart                   |
| 5     | Tschechien         | Miriam Kolodziejová Dominik Kellovský    |
| 5     | Großbritannien     | Olivia Nicholls Luke Johnson             |
| 5     | Südkorea           | Park Sang-hee Lee Jea-moon               |
| 5     | Russland           | Anastassija Piwowarowa Ritschard Musajew |

## Medaillenspiegel
| Medaillenspiegel | Medaillenspiegel   | Medaillenspiegel | Medaillenspiegel | Medaillenspiegel | Medaillenspiegel |
| Platz            | Land               | G                | S                | B                | Gesamt           |
| ---------------- | ------------------ | ---------------- | ---------------- | ---------------- | ---------------- |
| 1                | Chinesisch Taipeh  | 4                | 1                | 2                | 7                |
| 2                | Thailand           | 1                | 2                | 1                | 4                |
| 3                | Japan              | 1                | 1                | 3                | 5                |
| 4                | Russland           | 1                | 0                | 2                | 3                |
| 5                | Großbritannien     | 0                | 1                | 1                | 2                |
| 6                | Slowakei           | 0                | 1                | 0                | 1                |
| 6                | Südkorea           | 0                | 1                | 0                | 1                |
| 8                | Hongkong           | 0                | 0                | 1                | 1                |
| 8                | Vereinigte Staaten | 0                | 0                | 1                | 1                |
| Total            | Total              | 7                | 7                | 11               | 25               |